# Terra i aigua

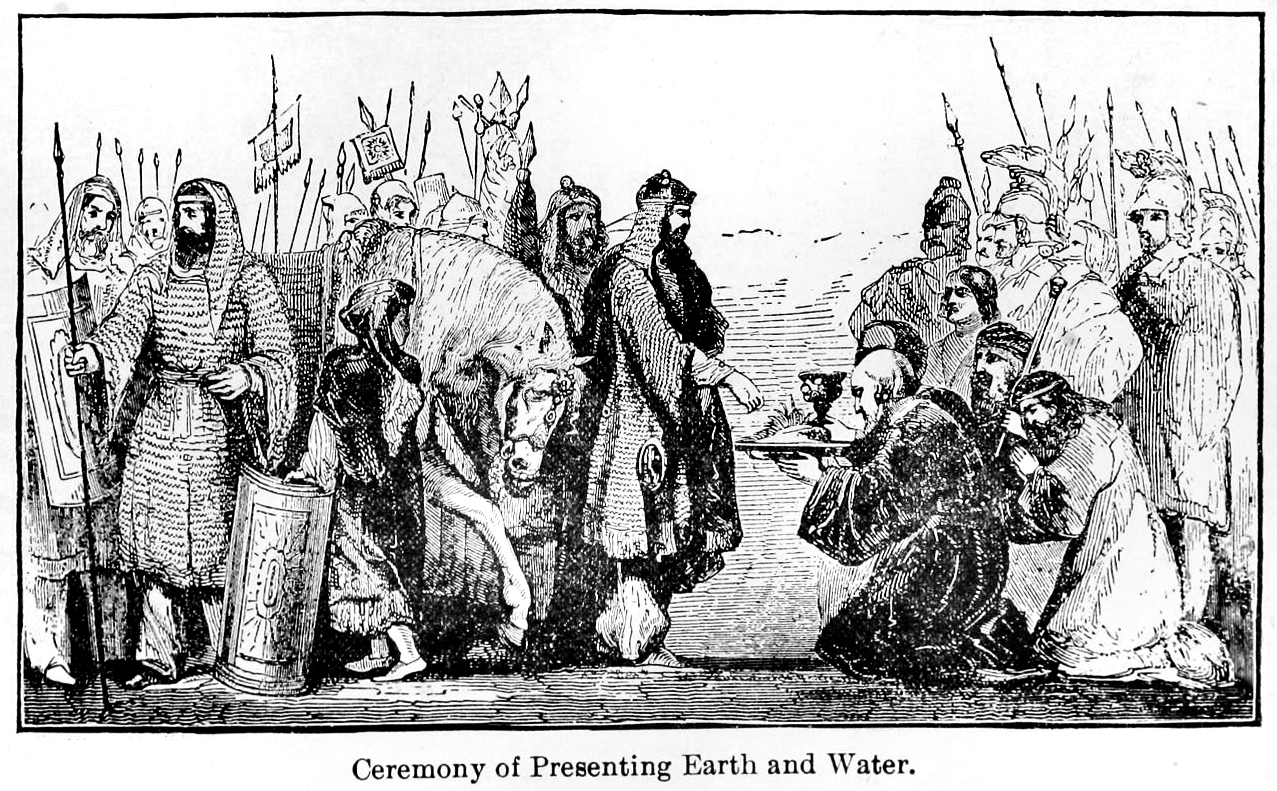
Cerimònia de presentació la terra i l'aigua

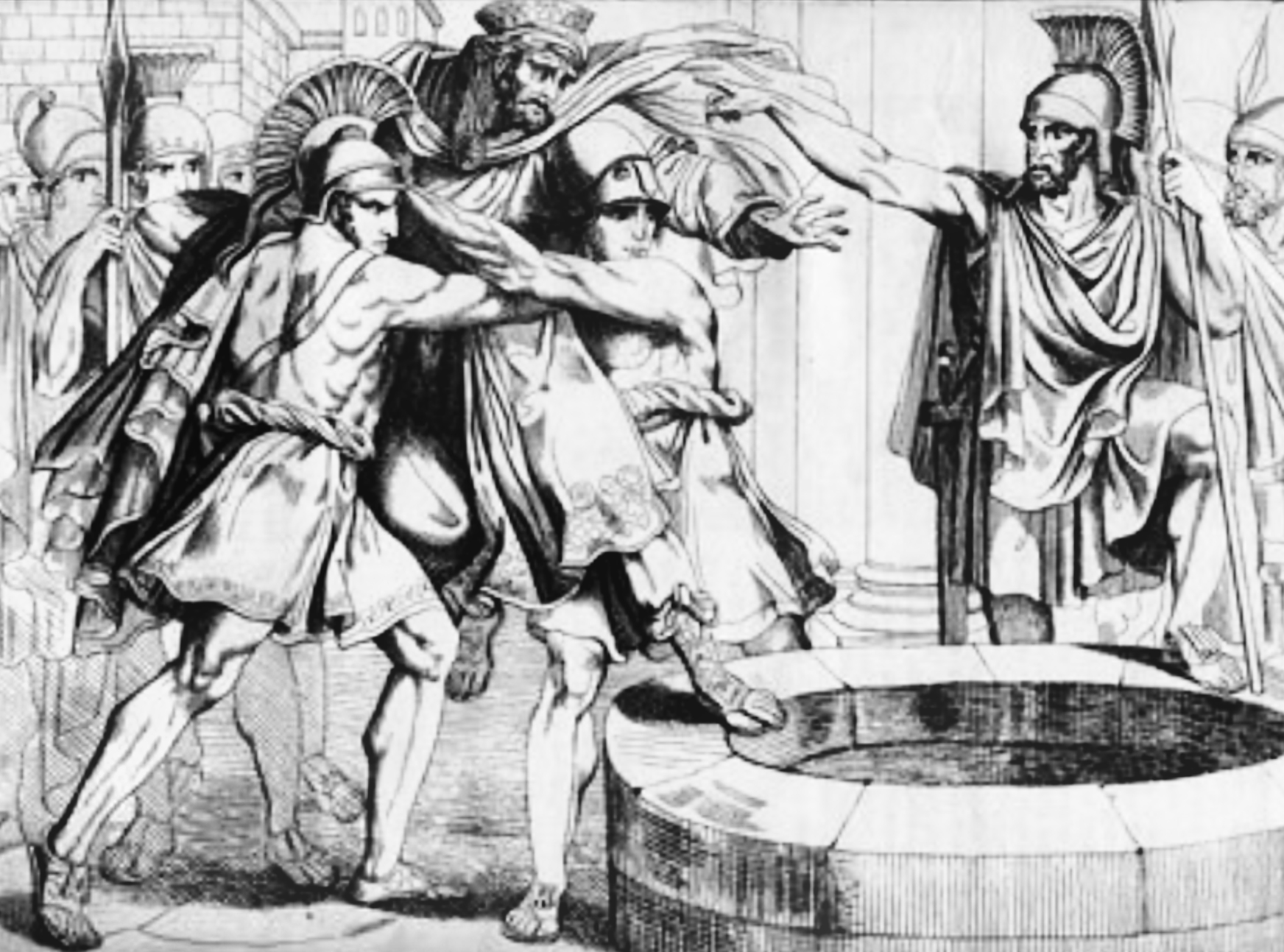
Llançament dels emissaris perses a un pou pels espartans

En els escrits del cronista grec antic Heròdot, la frase terra i aigua (grec: γῆ καί ὕδωρ – ge kai hydor, persa: آب و زمین) s'utilitza per representar la demanda dels perses de les ciutats o de les persones que s'hi van rendir.

## Ús a les històries d'Heròdot
Al quart llibre, Heròdot esmenta per primera vegada el terme terra i aigua en la resposta del rei Idantins dels escites al rei Darios. Al cinquè llibre5, s'informa que Darios va enviar heralds exigint terra i aigua al rei Amintas I de Macedònia, cosa que va acceptar. També es va sol·licitar a l'ambaixada d'Atena a Artafernes el 507 aC, que va complir. En el sisè llibre, Darios va enviar heralds a tot l'Hèl·lades ordenant-los que exigissin terra i aigua per al rei (Hdt. 6.48). No hi va haver moltes ciutats estat que es van negar. Al setè llibre, explica que quan els perses van enviar enviats als espartans i als atenencs que exigien el símbol tradicional de rendició, una ofrena de terra i aigua, els espartans els van llançar a un pou i els atenencs els van llançar a un congost, suggerint que en arribar a la part inferior, podrien "desenterrar-ho vosaltres mateixos".

## Interpretacions
La demanda de terra i aigua simbolitzava que els que es lliuraven als perses renunciaven a tots els seus drets sobre la seva terra i tots els productes d'ella. Donant terra i aigua, van reconèixer l'autoritat persa sobre tot; fins i tot les seves vides pertanyien al rei Persa. Aleshores es durien a terme negociacions per especificar les obligacions i els beneficis dels menors.
La frase terra i aigua, fins i tot en grec modern, simbolitza la subordinació incondicional a un conqueridor.
Segons l'historiador modern J. M. Balcer, la importància de la terra i l'aigua és que eren símbols zoroastrians i representaven el vassallatge a l'Imperi persa. "Els heralds perses van viatjar per tota Grècia exigint el reconeixement de la perseverança persa i els símbols zoroastrians de la terra i l'aigua, les marques del vassallatge...".